# Corrado dei Bonacolsi
Corrado dei Bonacolsi (Mantova, XIII secolo – 1286) è stato un nobile italiano.

## Biografia
Era il figlio di Pinamonte dei Bonacolsi, signore di Mantova.
Fu capitano di Alberto della Scala e ricevette il feudo di Pozzuolo dal vescovo di Mantova, che si aggiunse al feudo ereditato di Castellaro.
Probabilmente morì abbastanza giovane lasciando due figli naturali: Rivazzulo e Martino, che nel 1315 vendette il feudo di Castellaro.

## Ascendenza
|                         |                       |                     | Genitori            |  |  | Nonni                 |  |  | Bisnonni               |  |
|                         |                       |                     |                     |  |  | Martino dei Bonacolsi |  |  | Gandolfo dei Bonacolsi |  |
|                         |                       |                     |                     |  |  | Martino dei Bonacolsi |  |  | Gandolfo dei Bonacolsi |  |
|                         |                       | Martasia Mozzi      |                     |  |  | Martino dei Bonacolsi |  |  |                        |  |
| Pinamonte dei Bonacolsi |                       |                     |                     |  |  | Martino dei Bonacolsi |  |  |                        |  |
|                         |                       | ...                 | ...                 |  |  |                       |  |  |                        |  |
|                         |                       | ...                 | ...                 |  |  |                       |  |  |                        |  |
|                         |                       | ...                 | ...                 |  |  |                       |  |  |                        |  |
| Corrado dei Bonacolsi   |                       | ...                 |                     |  |  |                       |  |  |                        |  |
|                         | Guido II da Correggio | ...                 |                     |  |  |                       |  |  |                        |  |
|                         | Guido II da Correggio | ...                 |                     |  |  |                       |  |  |                        |  |
|                         | Guido II da Correggio | ...                 |                     |  |  |                       |  |  |                        |  |
| ? Da Correggio          | Guido II da Correggio |                     |                     |  |  |                       |  |  |                        |  |
|                         |                       | Mabilia della Gente | Giberto della Gente |  |  |                       |  |  |                        |  |
|                         |                       | Mabilia della Gente | Giberto della Gente |  |  |                       |  |  |                        |  |
|                         |                       | Mabilia della Gente | ...                 |  |  |                       |  |  |                        |  |
|                         |                       | Mabilia della Gente |                     |  |  |                       |  |  |                        |  |